# William Makepeace Thackeray
William Makepeace Thackeray (Calcutá, 18 de julho de 1811 – Londres, 24 de dezembro de 1863), filho de Richmond Thackeray (1781–1815), secretário do Conselho de Receita da Companhia Britânica das Índias Orientais, e de Anne Becher (1792–1864), cujo pai também serviu à Companhia como escritor, foi um romancista britânico de sucesso da Era Vitoriana, autor de obras renomadas como "Feira das Vaidades" (Vanity Fair), a "História de Henry Esmond" (The History of Henry Esmond) e "As Memórias de Barry Lyndon" (The Memoirs of Barry Lyndon, Esq., By Himself), esta última conhecida por sua adaptação para o cinema por Stanley Kubrick, que dirigiu o premiado filme Barry Lyndon.

## Lista de Obras[2]
- The Yellowplush Correspondence (1837-1838)
- Catherine: A Story (1839-1840)
- A Shabby Genteel Story (1840)
- The Paris Sketchbook (1840)
- Second Funeral of Napoleon (1841)
- The Great Hoggarty Diamond (1841)
- The Irish Sketchbook (1843)
- The Luck of Barry Lyndon (1844) (As Memórias de Barry Lyndon)
- Notes of a Journey from Cornhill to Grand Cairo (1846)
- The Book of Snobs (1846-1847)
- Mrs. Perkin's Ball (1846)
- Vanity Fair (1847-1848) (Feira das Vaidades)
- Dr. Burch and his Young Friends (1848)
- Pendennis (1848–1850)
- Rebecca and Rowena (1849)
- The Kickleburrys on The Rhine (1850)
- The English Humorists (Lições) (1851-1853)
- The History of Henry Esmond (1851-1852)
- The Newcomes (1853-1855)
- The Rose and the Ring (1854)
- The Virginians (1857–1859)
- Roundabout Papers (1860-1863)
- Lovel the Widower (1860)
- The Four Georges (1860)
- The Adventures of Philip (1861-1862)
- Roundabout Papers (1863)
- Denis Duval (1863-1864)